# مرضية وفامهر
مرضية وفامهر (بالفارسية: مرضیه وفامهر) هي مخرجة وممثلة إيرانية مستقلة تعيش في طهران. وهي متزوجة من المخرج وكاتب السيناريو ناصر تغريد .

## الصراعات الفنية
قُبض على وفامهر في 29 يونيو 2011، بسبب تمثيلها في الفيلم الإيراني الأسترالي غراناز موسوي لعام 2009 My Tehran for Sale الذي ينتقد وطنها إيران. حُكم عليها بـ 90 جلدة وسنة بالسجن لظهورها في الفيلم كممثلة تحظر السلطات الإيرانية عملها.  في 27 أكتوبر / تشرين الأول 2011، أفادت منظمة العفو الدولية أن محكمة استئناف إيرانية خففت عقوبة سجن وفامهر إلى ثلاثة أشهر وألغت عقوبة الجلد. تم الإفراج عنها في 24 أكتوبر 2011 بعد دفع كفالة غير محددة. بعد 118 يومًا من السجن، لكنها مُنعت من الإخراج أو التمثيل في الأفلام والاشتراك في أي شكل من أشكال الأنشطة الثقافية وكذلك من مغادرة إيران.

## الأنشطة السينمائية

### أعمالها كممثلة
- تحديق
- شفط البطن من بوريا مرادي
- فترة السرطان حسين الشهابي
- بلدي طهران للبيع من قبل غراناز موسوي
- الشاي المر ل ناصر تغفي
- الزنكي والرومي بواسطة ناصر طاغفي
- ريح ، عشر سنوات بقلم مارزية فافامهر
- حافي القدمين في الجنة
- مسرحية - كتبها علي رضا حنيفي
- الجليل - مسرحية كتبها برتولت بريخت
- وشم روز - كتبه تينيسي ويليامز
- اللعب بتلو في ولاية كونيتيكت كتبها JD Salinger
- وداعا - كتبه أثول فوجارد
- شوبينة - تأليف سياماك تاجيبور
- في الجنة ميزة أخرجها بهرام تافاكولي

### أعمالها كمخرجة
- نبات
- ريح، عشر سنوات
- شطب
- بيت الدمية
- محطة

## روابط خارجية
- مرضية وفامهر على موقع IMDb (الإنجليزية)
- مرضية وفامهر على موقع أول موفي (الإنجليزية)
- مرضية وفامهر على موقع قاعدة بيانات الفيلم (الإنجليزية)